# Azol
Azoli so skupina heterocikličnih spojin, ki v svojem petčlenskem obroču vsebujejo en dušikov in še vsaj en neogljikov atom (dušik, žveplo ali kisik). Azoli vsebujejo v obroču dve dvojni vezi. Reducirani analogi azolov so azolini in azolidini. 
Številčenje atomov v obroču se začne na heteroatomu, ki ne leži ob dvojni vezi, in poteka v smeri k naslednjemu heteroatomu.

## Predstavniki
- 2 ali več dušikovih atomov
  - pirazol
  - imidazol, gradnik histidina
  - triazol, gradnik ribavirina
  - tetrazol
  - pentazol

- 1 dušikov in 1 kisikov atom
  - oksazola
  - izoksazol

- 1 dušikov in 1 žveplov atom
  - tiazol
  - izotiazol

## Uporaba
Številne azolne spojine se uporabljajo kot protiglivne učinkovine, ki zavirajo glivni encim 14α-demetilaza, le-ta pa je ključen za sintezo ergosterola, pomembne sestavine glivne celične opne. Azolno komponento vsebujejo tudi nekatere druge učinkovine.

### Azolni antimikotiki
- klotrimazol
- posakonazol
- ravukonazol
- ekonazol
- ketokonazol
- voriconazole

#### Triazolni antimikotiki
- flukonazol
- itrakonazol
- tebukonazol
- propikonazol

### Zdravila za zdravljenje hipertirodizma/tirotoksikoze
- karbimazol

### Psihotropne učinkovine
- aripiprazol (atipični antipsihotik)

### Zaviralci alfa-1
- dapiprazol